# Seahorse 35
Der Massengutschiffstyp Seahorse 35/375 des Entwurfsbüros Grontmij wurde in einer größeren Anzahl von zehn verschiedenen chinesischen Werften gebaut.

## Einzelheiten
Die Seahorse-35-Baureihe wurde 2007 vom dänischen Schiffbaubüro Grontmij (früher: Carl Bro/Dwinger Marine Consult) entworfen. Seit 2008 werden die Schiffe von chinesischen Werften für verschiedene Reedereien gebaut.
Die Seahorse-35-Schiffe sind als Handysize-Massengutschiffe mit Doppelhülle und achtern angeordneten Aufbauten ausgelegt. Sie haben fünf Laderäume, von denen drei boxförmig ausgelegt sind. Jeder Laderaum wird durch eine eigene Luke bedient, deren Lukendeckel hydraulisch betätigt werden. Zum Ladungsumschlag stehen vier mittschiffs angebrachte hydraulische Schiffskräne zur Verfügung. Die Basisvariante des Schiffstyps verfügt über einen Laderauminhalt von rund 46.700 m³ und kann auf Entwurfstiefgang von 10,10 m rund 35.000 Tonnen transportieren. Die im Prinzip baugleiche Variante Seahorse 375 trägt bei maximaler Abladung auf 10,65 m ca. 37.500 Tonnen. Die Einheiten sind auf den Transport verschiedener Massengüter, wie zum Beispiel Getreide, Kohle, Mineralien inklusive verschiedener Gefahrgüter ausgelegt. Die Tankdecke der Laderäume ist für den Erztransport verstärkt ausgeführt. Es können darüber hinaus auch Sackgüter, Stahlprofile, -röhren und andere Massenstückgüter transportiert werden.
Der Antrieb der Schiffe besteht aus verschiedenen Bauausführungen Zweitakt-Dieselmotor des Typs MAN 5S50. Motorenabhängig sind Höchstgeschwindigkeiten von 13–15 Knoten möglich. Es stehen drei Hilfsdiesel und ein Notdiesel-Generator zur Verfügung.